# 国際法務総合センター

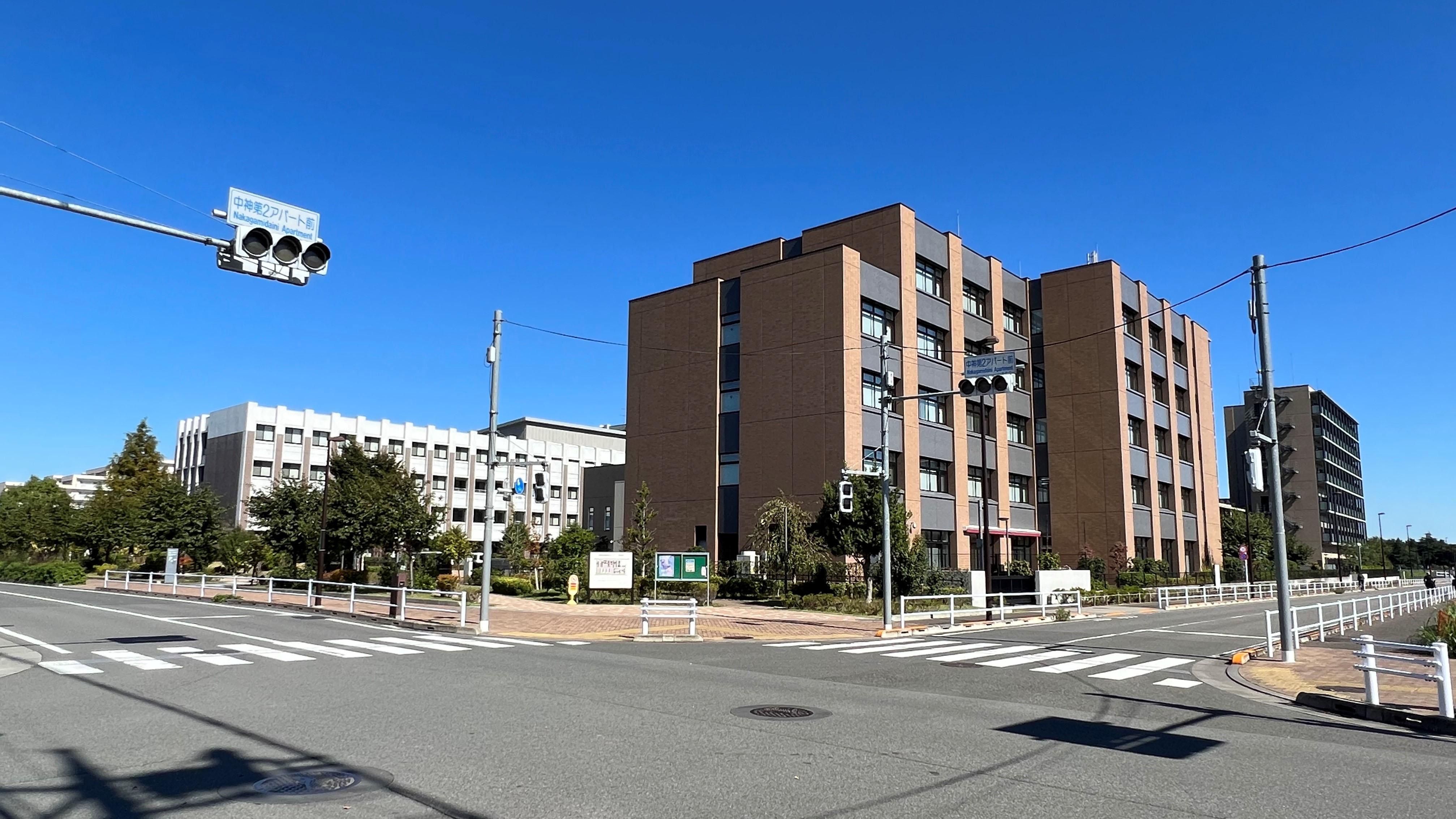
全景

国際法務総合センター（こくさいほうむそうごうセンター）は、東京都昭島市もくせいの杜二丁目に所在する法務省の施設。

## 概要
矯正施設及び研修施設（八王子市の八王子医療刑務所・八王子少年鑑別所・東京婦人補導院、府中市の関東医療少年院・矯正研修所・国連アジア極東犯罪防止研修所、中野区の矯正研修所東京支所、千代田区の公安調査庁研修所、相模原市中央区の神奈川医療少年院）を移転集約した施設の総称であり、敷地面積は約12.1万平方メートルである

。
立川飛行場跡地の西側部分にあり、都市再生機構の立川基地跡地昭島地区土地区画整理事業が施行されている。

## 沿革
- 1977年（昭和52年）11月 - 立川基地跡地が全面返還され、国有地に編入
- 1979年（昭和54年）11月 - 国有財産中央審議会の「立川飛行場返還国有地の処理の大綱について」において、同跡地の西側部分は未活用のまま残す「留保地」に位置づけ
- 2003年（平成15年）6月 - 財政制度等審議会の「大口返還財産の留保地の今後の取扱いについて[5]」において、「原則利用、計画的有効活用」と基本方針を転換
- 2007年（平成19年）9月 - 法務省が東京都・昭島市に国際法務総合センター（仮称）の受け入れ要請
- 2008年（平成20年）2月 - 昭島市が受入方針を表明[注釈 1]
- 2008年（平成20年）6月 - 財務省へ利用計画を提出（東京都・昭島市[6]・立川市）
- 2012年（平成24年）3月 - 都市計画決定（市街化区域、用途地域、土地区画整理事業等）
- 2013年（平成25年）1月 - 事業認可（土地区画整理事業）
- 2013年（平成25年）2月 - 都市計画決定（都市計画道路）
- 2013年（平成25年）9月 - 着工
- 2017年（平成29年）2月 - 職員宿舎完成[7]
- 2017年（平成29年）3月 - 矯正研修所、国際棟（国連アジア極東犯罪防止研修所・法務総合研究所国際協力部）、公安調査庁研修所完成[7]
- 2017年（平成29年）7月 - 東日本成人矯正医療センター完成[7]
- 2017年（平成29年）11月 - 落成式を開催（11月27日）[8]
- 2019年（平成31年）4月 - 東日本少年矯正医療・教育センター、東京西法務支援センターが完成、設置[9]

## 施設
国際法務総合センターを構成する各施設の概要は次のとおり。
| 施設名                           | 敷地面積 (m2) | 延べ床面積 (m2) | 被収容者数（想定）・ 研修定員（想定）等 |
| -------------------------------- | ------------- | --------------- | --------------------------------------- |
| 東日本成人矯正医療センター       | 55,341.41     | 63,418.98       | 被収容者数580人                         |
| 東日本少年矯正医療・教育センター | 55,341.41     | 63,418.98       | 被収容者数210人                         |
| 東京西法務少年支援センター       | 9,924.15      | 4,276.00        | 被収容者数80人(鑑) 5人(婦)              |
| 職員宿舎                         | 22,724.00     | 24,275.85       | 354戸                                   |
| 矯正研修所                       | 20,339.87     | 18,612.72       | 研修定員400人                           |
| アジア極東犯罪防止研修所         | 9,002.68      | 10,707.05       | 研修定員 55人                           |
| 公安調査庁研修所                 | 4,000.19      | 5,490.71        | 研修定員 80人                           |

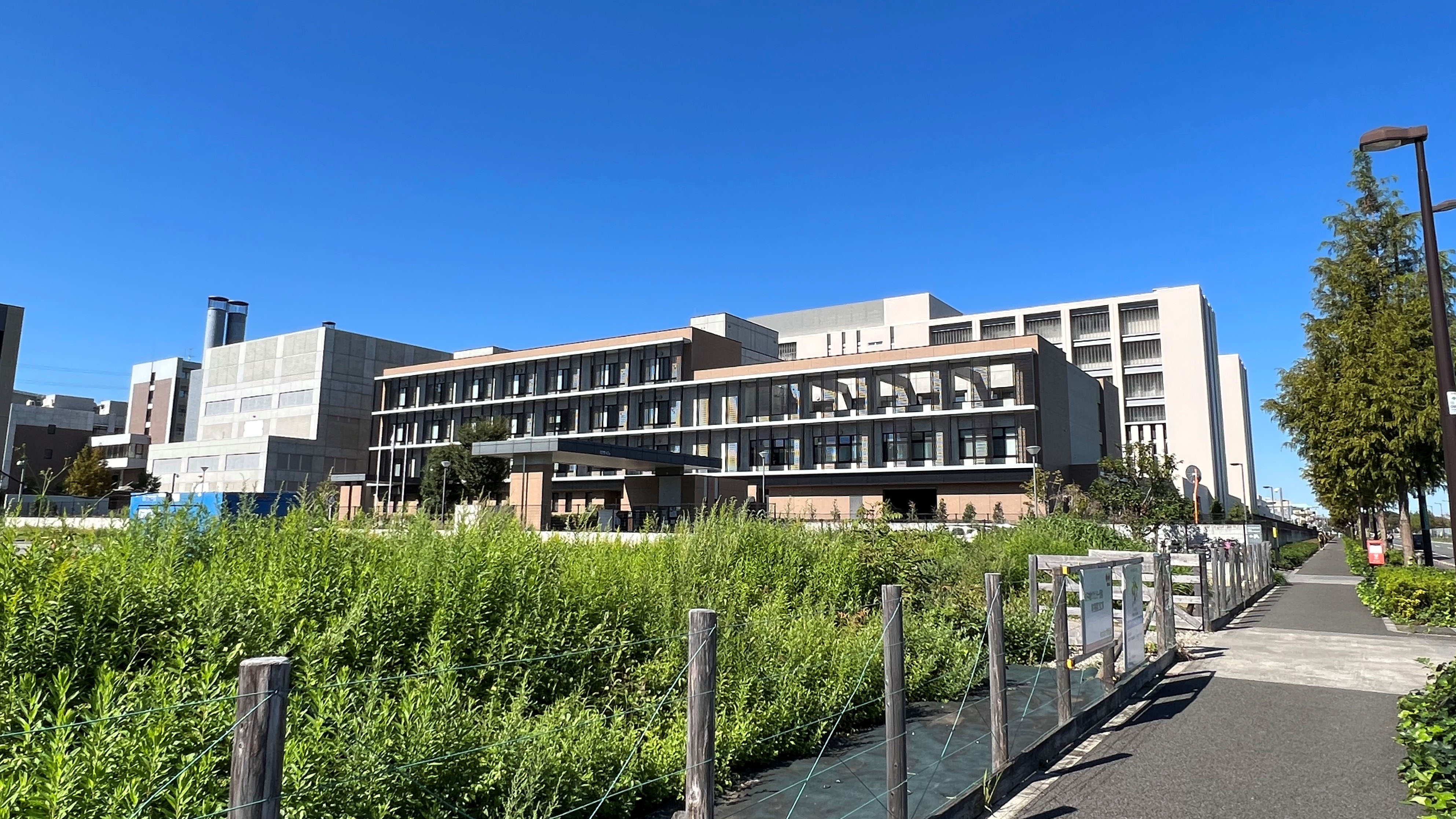
東日本成人矯正医療センター
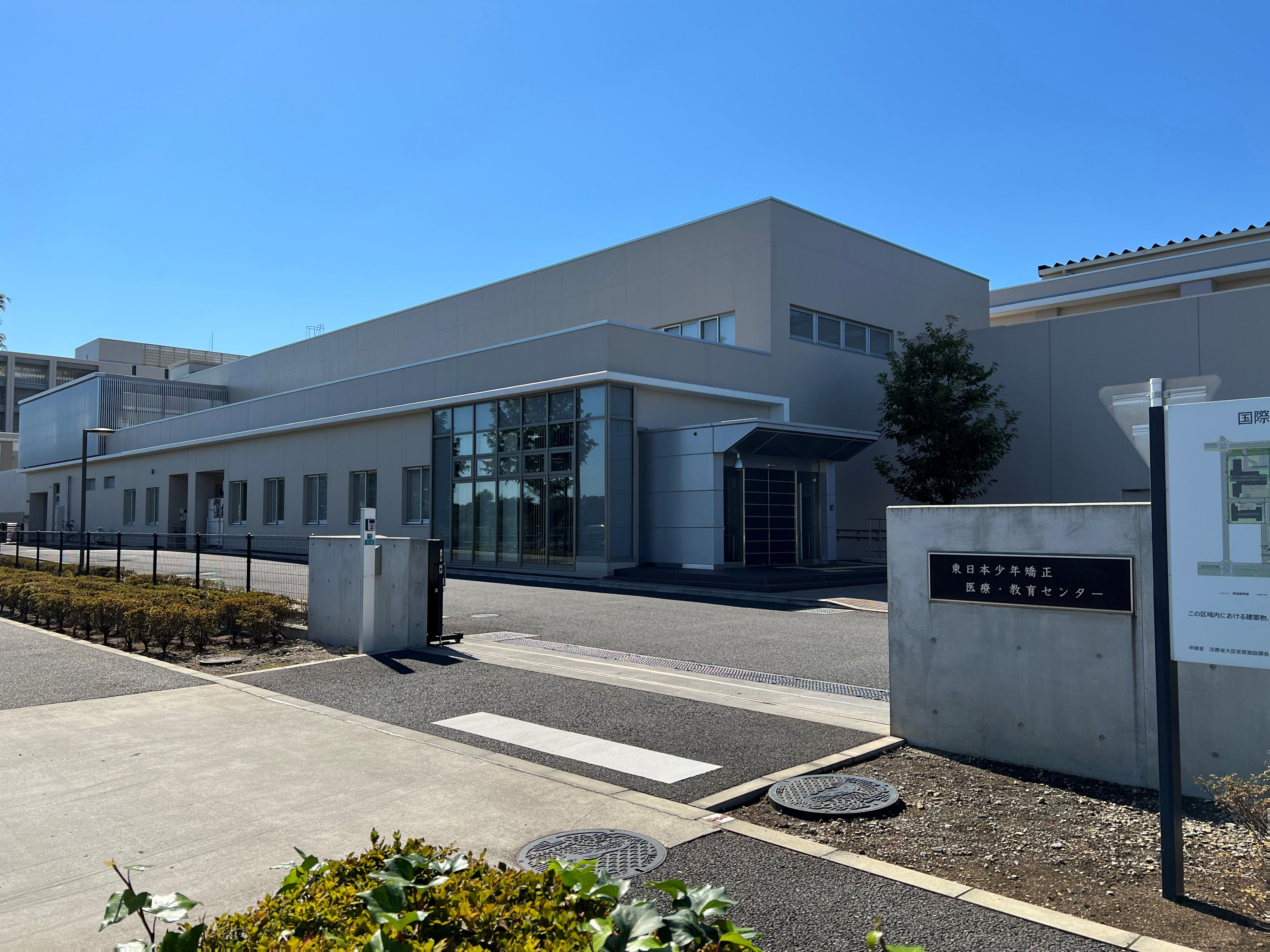
東日本少年矯正医療・教育センター
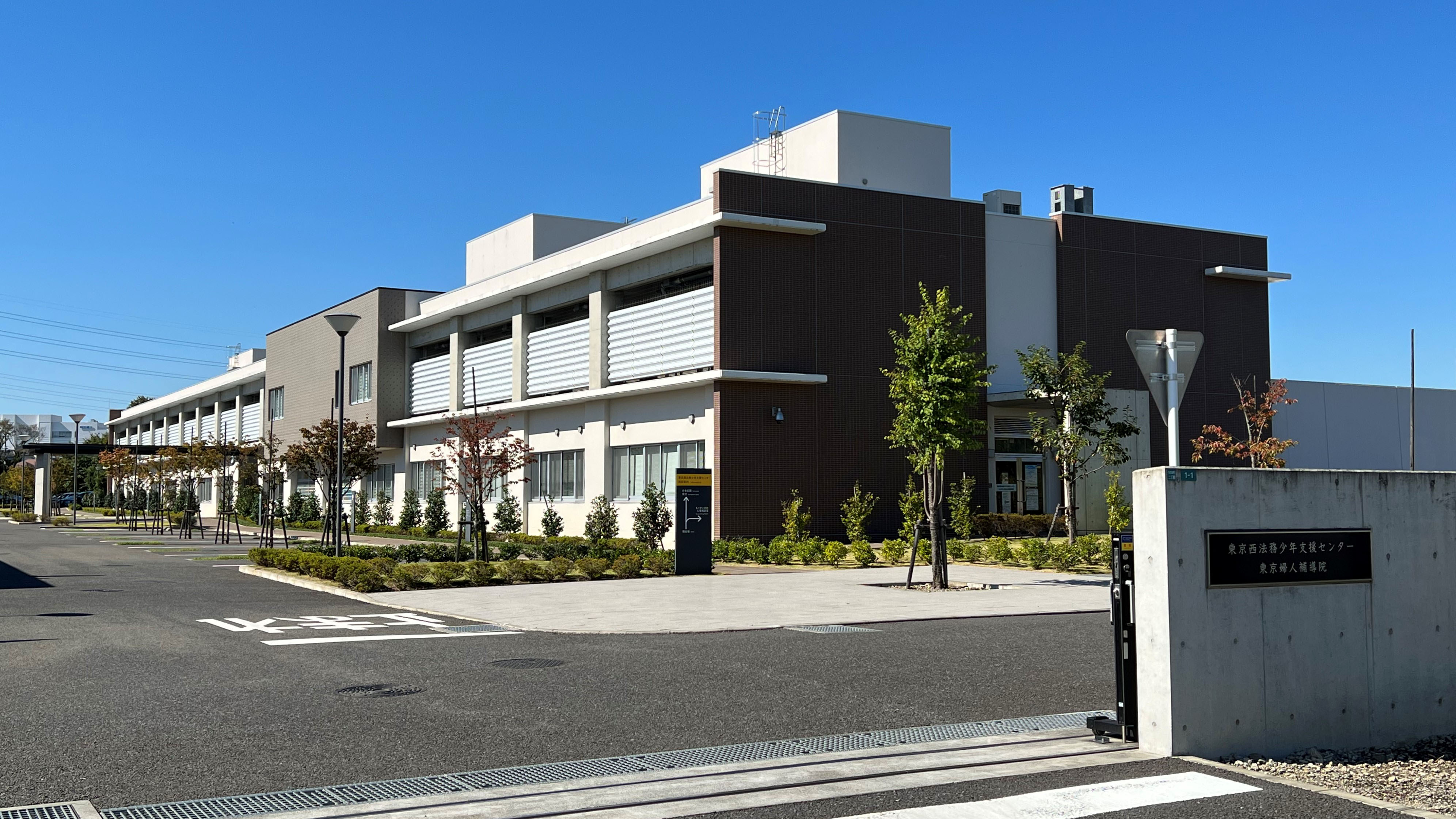
東京西少年鑑別所
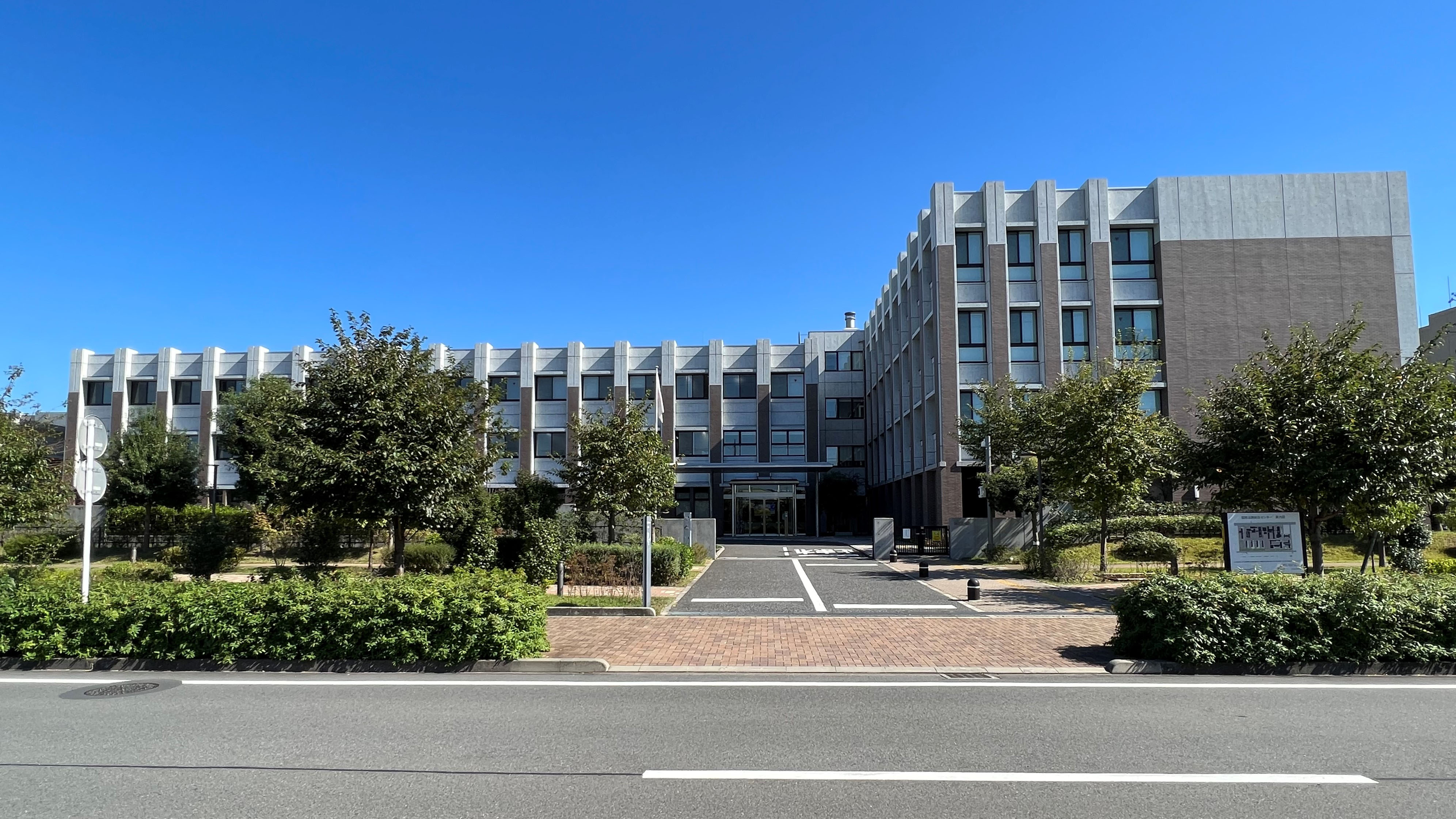
矯正研修所
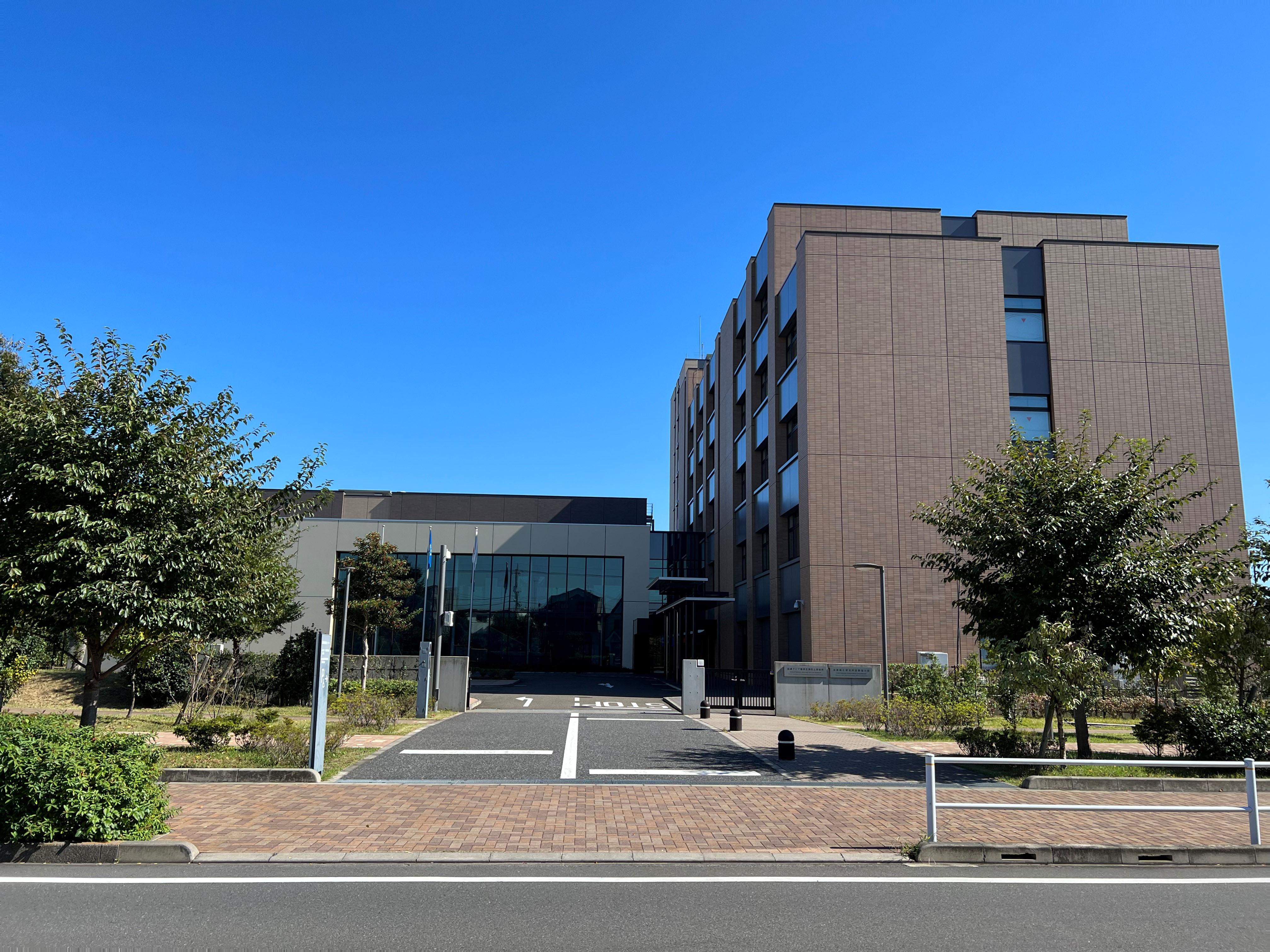
国連アジア極東犯罪防止研究所 / 法務総合研究所国際協力部

## 周辺
- 国営昭和記念公園
- 東中神駅（JR東日本 青梅線）